# Amoklauf von Jabukovac
Der Amoklauf von Jabukovac fand am 27. Juli 2007 im ostserbischen Dorf Jabukovac, bei Negotin, statt. Dabei erschoss ein Ortsansässiger fünf Männer und vier Frauen, zwei weitere Menschen wurden schwer verletzt. Der Täter wurde am Folgetag gefasst. Berichte über den Amoklauf wurden europaweit verfolgt und erregten speziell in der südosteuropäischen Presse großes Aufsehen.

## Vorgeschichte
Nikola Radosavljević, zur Minderheit der Walachen gehörender Serbe, war psychisch krank und litt unter einer akuten paranoiden Psychose. Er wurde knapp zwei Monate vor dem Amoklauf in das Belgrader Institut „Laza Lazarević“ für Neuropsychiatrische Krankheiten eingeliefert. Nach einem Monat der Behandlung wurde er vorzeitig entlassen.

## Verlauf
Am 27. Juli 2007 um 17:00 Uhr kam es zu einem Streit zwischen Nikola Radosavljević und seiner Ehefrau Jelena. Er schlug sie, wodurch das Massaker ausgelöst wurde.
Gegen 17:30 Uhr ging Nikola mit seinem Jagdgewehr, für das er einen gültigen Waffenschein besaß, auf die Straße. Als er Haus Nummer 89 erreichte, erschoss er Veljko Đorđević (58) und seinen Sohn Dragan (22), kurz darauf seine Schwägerin Marina Kutkuregović (70), die wenig später starb. Im nächsten Haus wurde das Ehepaar Branislav (57) und Draginja Borongić (55) sein Opfer. Nachdem er die Tat begangen hatte, traf Nikola auf der Straße eine alte, ortsansässige Frau. Er fragte sie, ob sie walachische Magie betreibe. Da sie die Frage verneinte, ließ er sie unbehelligt.
Als Nächstes schoss Nikola auf seinen Cousin Pera Vujić, der dabei schwer verletzt wurde, jedoch überlebte. Im Haus mit der Nummer 83 erschoss er Srđan Badžikić (15) und verletzte Siniša Badžikić (36). Im Haus gegenüber tötete er Branislav Badejević (22) und verletzte Vanuca Badejević (70) leicht. Seine letzten beiden Opfer fand er im Haus Nummer 71 und 80, wo er Jelica Banković (37) und die Schwägerin seines Bruders, Anika Čogić (62), erschoss. 
Beim Familiengrab auf dem Dorffriedhof unternahm Nikola Radosavljević einen Selbstmordversuch, der jedoch misslang.
Am 28. Juli um 1:30 Uhr wurde Nikola von der serbischen Polizei, die intensiv mit Hubschraubern nach ihm suchte, verhaftet. Er wurde ins Krankenhaus bei Negotin eingeliefert, wo man ihm erste Hilfe leistete. Später wurde er im Krankenhaus Niš operiert.